# Burnt Offerings
Burnt Offerings är det amerikanska heavy metal/power metal-bandet Iced Earths tredje studioalbum. Albumet släpptes 1 mars 1995 av skivbolaget Century Media. Detta album är känt för att vara Iced Earths mest aggressiva album både musikaliskt och textmässigt. Den avslutande 16-minuterslåten "Dante's Inferno" är inspirerad av Dante Alighieris Den gudomliga komedin (inferno-delen) där han reser genom alla steg i helvetet.   

## Låtlista
1. "Burnt Offerings"  (Jon Schaffer/Randall Shawver) – 7:22
2. "Last December"  (Schaffer) – 3:24
3. "Diary"  (Schaffer/Matt Barlow/Shawver/Dave Abell) – 6:03
4. "Brainwashed"  (Schaffer/Shawver) – 5:23
5. "Burning Oasis"  (Schaffer/Shawver/Abell) – 6:00
6. "Creator Failure"  (Schaffer/Barlow/Shawver/Abell) – 6:03
7. "The Pierced Spirit"  (Schaffer/Shawver/Abell) – 1:54
8. "Dante's Inferno"  (Schaffer) – 16:30

8a: I. Denial, Lust, Greed
8b: II. The Prodigal, The Wrathful, Medusa
8c: III. The False Witness, Angel of Light

## Medverkande
Musiker (Iced Earth-medlemmar)
- Matthew Barlow – sång
- Jon Schaffer – rytmgitarr, bakgrundssång
- Randall Schawver – sologitarr
- Dave Abell – basgitarr
- Rodney Beasley – trummor

Bidragande musiker
- Howard Helm – keyboard

Produktion
- Tom Morris – producent, ljudtekniker
- Jon Scaffer – producent
- Tim Hubbard – foto